# Кино Слобода
Кино Слобода је дванаести самостални студијски албум Арсена Дедића, који излази 1987. Албум издаје Загребачки Југотон.